# Saucisson et saucisse de Lacaune
Le saucisson et la saucisse sèche de Lacaune sont des produits charcutiers bénéficiant d'une indication géographique protégée depuis 2015. Ils proviennent des monts de Lacaune, dans le département du Tarn, au sud-ouest de la France.

## Origine

### Historique

#### La route du sel
Lacaune est une région d'accès difficile, toutefois, elle est sur une route de passage depuis l'Antiquité : les habitants des hautes terres descendaient chercher au bord de la mer le sel dont ils avaient besoin pour conserver leur viande et échangeaient leur production dans le bas pays. (département de l'Hérault). Ils vendaient viande et fromages contre sel et vins. Au Moyen Âge, ces échanges perdurent et la route est jalonnée d'abbayes bénédictines possédant chacune une saline. Au XIXe siècle, le vignoble languedocien se développe et les hommes de la montagne descendent au moment des vendanges avec leurs salaisons. Ils remontent au pays avec du vin et du sel. L'échange bi-millénaire se poursuit. À la même époque, la vente se développe aussi dans la plaine du département du Tarn, mais aussi dans les départements limitrophes : Gard, Aude, Haute-Garonne et Aveyron. 

#### Les maseliers
Dès le Moyen Âge, les « maseliers de Lacaune », bouchers en occitan, ont leur charte rédigée en langue vernaculaire dans un cartulaire. Lacaune bénéficie du statut de ville franche en 1236. Un siècle plus tard, la prospérité amène les seigneurs à taxer les charcutiers. Cette richesse venue du cochon amène les Lacaunais à créer la fête de la « sens porc », saint porc, au début de l'hiver, aux premiers frimas pour favoriser une bonne conservation de la viande.
Le terme maselier, au départ signifiant boucher qui abat porcs, bœufs, moutons, devient, à partir du XVe siècle synonyme de charcutier avec la spécialisation locale.

#### La phase de croissance

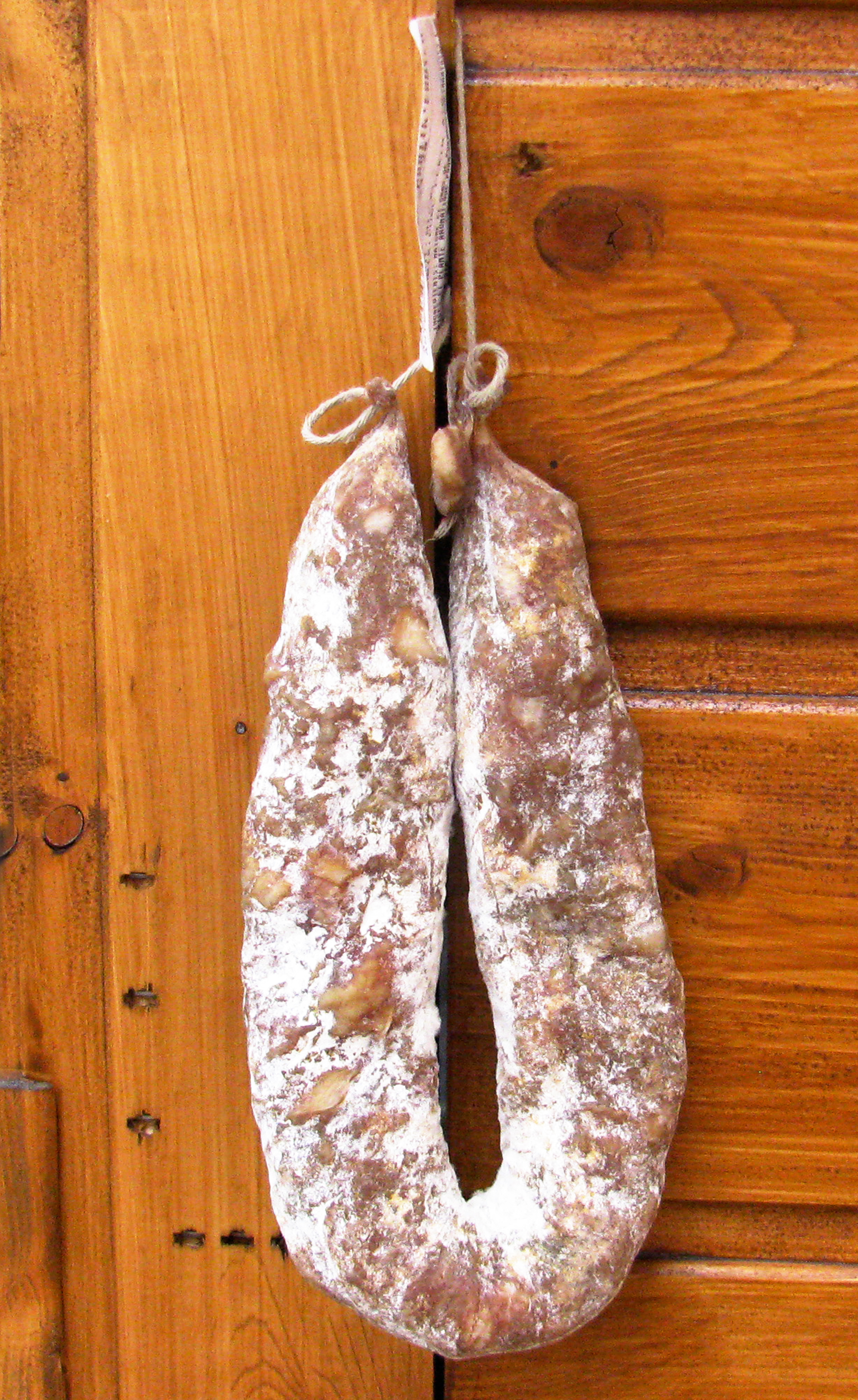
Saucisse sèche de Lacaune

Au début du XXe siècle, le développement des transports et la création de la station thermale de Lacaune rebaptisée en Lacaune-les-bains activent la commercialisation de jambon toujours majoritairement vers l'Hérault. Les ateliers de Murat-sur-Vèbre se font une renommée avec les salaisons sèches de saucisson et saucisse de Lacaune. Les charcuteries familiales cèdent la place à des entreprises artisanales, au nombre de 36 à la veille de la Seconde Guerre mondiale. On trouve çà et là, des anciens ateliers caractérisés par une salle de découpe au rez-de-chaussée surmontée d'un séchoir clos de volets d'aération mobiles sur 2-3 côtés. Après guerre, l'apparition des chambres froides et la mise au point de séchoirs à atmosphère contrôlée fait passer les salaisons au rang industriel. Une cinquantaine d'ateliers justifie l'ouverture d'un abattoir aux normes en 1968, remplaçant 50 tueries artisanales.

#### Situation en 2011
En 2011, la filière est représentée par un abattoir, un atelier de découpe des porcs, un atelier de découpe de viande et 33 entreprises de transformation, salaison, commercialisation. Elle représente 1 000 emplois, soit 50 % de l'agro-alimentaire dans le Tarn. 35 000 tonnes de viande sont traitées et 8 000 tonnes de jambon commercialisées, représentant un chiffre d'affaires de 150 millions d'euros. Le marché est réparti sur la région Occitanie et la vente directe (à la boutique ou sur les marchés) se maintient à 20 %.

#### L'Indication Géographique Protégée

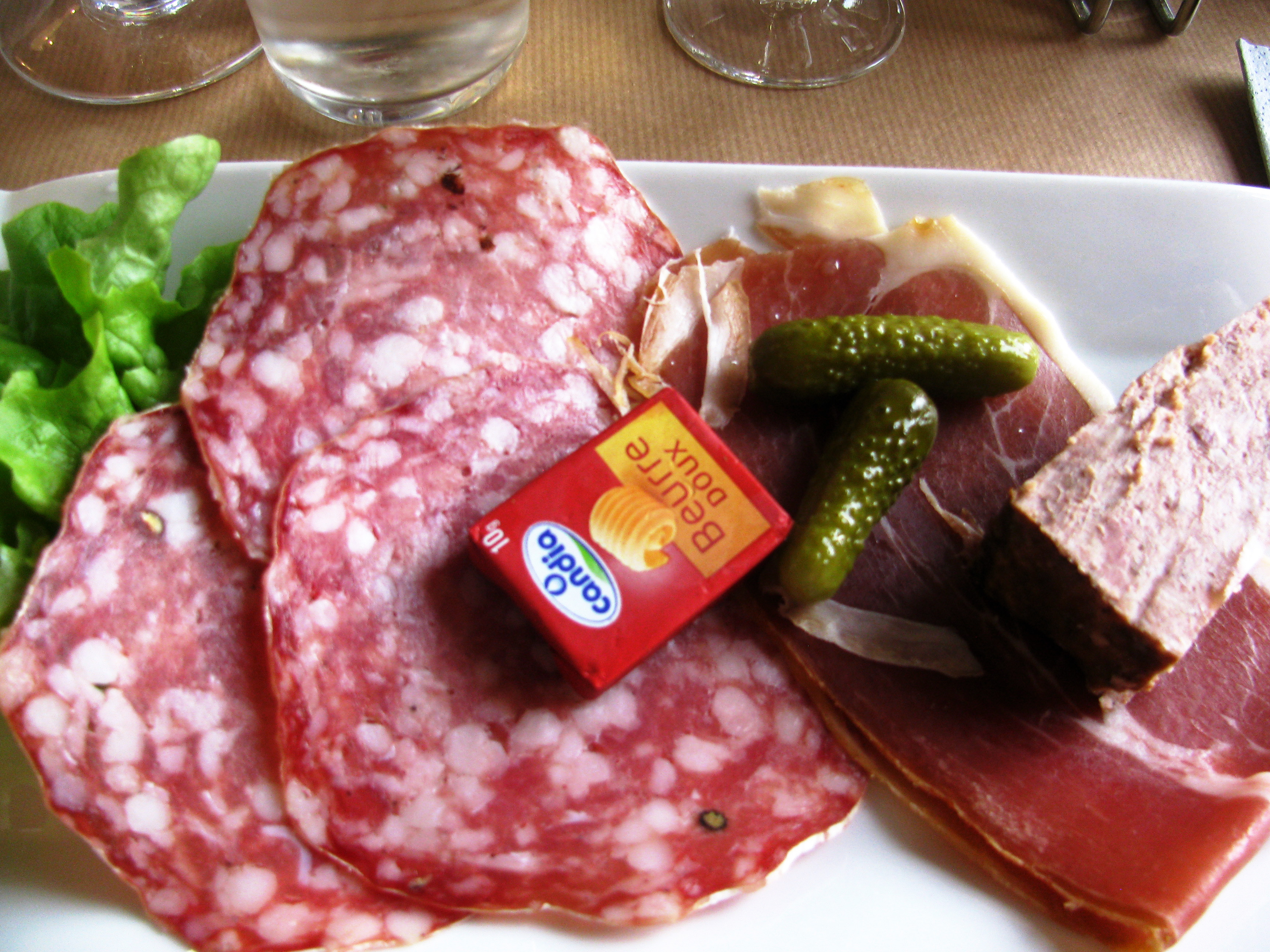
Saucisson de Lacaune

La qualité de la production de jambon a conduit les producteurs à se fédérer et à demander une reconnaissance géographique de l'aire de production. La filière regroupe les opérateurs en deux collèges. Le premier regroupe les éleveurs et fabricants d'aliment, les abatteurs et les découpeurs ; le second, les salaisonniers. Six salaisonniers mettent en marché les jambons : Fougassié, la Lacaunaise, Milhau, Oberti et Pujol à Lacaune, et Millas à Murat-sur-Vèbre.
Le dossier de reconnaissance en Indication géographique protégée a abouti en 2015.

### Géographie

#### Aire délimitée
Les opérations d'abattage, découpe et salaison se déroule dans une aire limitée à onze communes autour de Lacaune, à une altitude minimale de 800 mètres d'altitude. Les communes sont Barre (Tarn), Berlats, Escroux, Espérausses, Gijounet, Lacaune (Tarn), Murat-sur-Vèbre, Nages, Senaux et Viane (Tarn). Ce territoire a été défini par le climat favorable aux salaisons et par la réputation de leurs charcuteries et leur concentration dans ce petit périmètre. Quarante pour cent de la zone est boisée et la pollution atmosphérique est réduite

#### Climat
Les monts de Lacaune sont au carrefour des climats océanique et méditerranéen, fortement influencés par le climat montagnard lié à l'altitude. La résultante de ces influences donne une pluviométrie élevée et bien répartie toute l'année et des températures moyennes fraîches, dont la présence de neige l'hiver.

## Sources